# Struthiola eckloniana
Struthiola eckloniana är en tibastväxtart som först beskrevs av Carl Daniel Friedrich Meisner, och fick sitt nu gällande namn av Gandoger. Struthiola eckloniana ingår i släktet Struthiola och familjen tibastväxter. Inga underarter finns listade i Catalogue of Life.